# Cribropullenia
Cribropullenia es un género de foraminífero bentónico de la subfamilia Pulleniinae, de la familia Nonionidae, de la superfamilia Nonionoidea, del suborden Rotaliina y del orden Rotaliida. Su especie tipo es Nonion? marielensis. Su rango cronoestratigráfico abarca desde el Eoceno hasta el Oligoceno.

## Clasificación
Cribropullenia incluye a la siguiente especie:
- Cribropullenia marielensis